# Kildare megye
Kildare megye (írül: Contae Chill Dara) megye Írországban, Leinster tartományban, a sziget keleti-középső részében, Dublintól délnyugatra. Az ír fővárost övező Nagy-Dublin Térség része.

## Földrajz
Szomszédai Carlow, Laois, Meath, Offaly, Dublin és Wicklow megyék.
Területe 1693 km², lakossága 186 075 (2006-os adat).
A megye keleti területeinek lakossága gyorsan növekedett az elmúlt évtizedben, például Sallins Naas negyedében az 1990-es évek közepe óta meghatszorozódott a házak száma.

## Fontosabb városai
Legrégibb városa Kildare, amelyről a megye a nevét kapta. A megyeszékhely azonban Naas (írül Nás na Rí, "királyok találkozóhelye").
Legnagyobb városa a mintegy 20 000 lakosú, gyorsan fejlődő Newbridge (Droichead Nua) a megye középső részében, a Curragh síkság közelében.
Kildare megye hagyományos oktatási központja Maynooth (Maigh Nuad), amely két egyetemnek ad helyet (a National University of Ireland és a St Patrick's College).
Az ipari központok a megye északi részében fekvő Leixlip (Léim an Bhradáin) nagy Intel és Hewlett-Packard üzemeivel, illetve a Maynooth közelében, a megye északi határán fekvő Kilcock (Cill Choca).
Celbridge (Cill Droichid) Írország legnagyobb egyutcás városa.
Monasterevinben (Mainistir Éimhín) található a 6. században Szent Evin által alapított Moore apátság.

## Történelem
Kildare 1297-ben kapott megyei státuszt, jelenlegi határai 1832-ben alakultak ki. Kildare megye urai sokáig a Kildare grófjai, majd Leinster hercegei voltak.

## Sport
A Curragh síkságon híres lóversenypálya működik. A megye híres az istállóiban nevelt lovakról. Itt rendezik évente a nagy Punchestone lóverseny fesztivált és az Ír Derbyt. Kildare-ben van az ír kormány fenntartotta Ír Nemzeti Lóistálló is.

## Települések
- Allen
- Allenwood
- Ardclough
- Athy
- Ballymore Eustace
- Ballynadrumny
- Caragh
- Carbury
- Castledermot
- Celbridge
- Clane
- Kilcock
- Kilcullen
- Kildare
- Kildangan
- Kill
- Kilmead
- Leixlip
- Lullymore
- Maynooth
- Monasterevin
- Naas
- Newbridge
- Prosperous
- Rathangan
- Sallins
- Straffan
- Suncroft